# 風姿花伝
風姿花伝（ふうしかでん、風姿華傳）は、世阿弥が記した能の理論書。世阿弥の残した21種の伝書のうち最初の作品。亡父観阿弥の教えを基に、能の修行法・心得・演技論・演出論・歴史・能の美学など世阿弥自身が会得した芸道の視点からの解釈を加えた著述になっている。
成立は15世紀の初め頃。全七編あり、最初の三つが応永7年（1402年）に、残りがその後20年くらいかけて執筆・改訂されたと考えられている。「幽玄」「物真似」「花」といった芸の神髄を語る表現はここにその典拠がある。最古の能楽論の書であり、日本最古の演劇論とも言える。
多くの人に読まれ始めたのは20世紀に入った明治42年（1909年）に吉田東伍が学会に発表してからで、それまでは能楽流派の奈良金春宗家の相伝の「秘伝書」の形で、その存在すらほとんど知られていなかった。『花伝書』の通称が用いられていた頃もあったが、後の研究の結果現在では誤称とされる。
能の芸道論としても読める一方、日本の美学の古典ともいう。Kadensho、Flowering Spiritなどの題名で何度か外国語訳もされ、日本国外でも評価されている。今日、純粋な芸術論としてとらえられることが多いが、世阿弥自身は自身の後継者らに斯界第一人者の地位を保ち続けるための手法を伝えるための実用の書として書き、その説くところは功利的な趣きも強い。

## 写本
最初の5篇と後の2篇の写本は別々である。

### 風姿花伝 第一～第五
吉田本
元次相伝本。安田善之助（2代目安田善次郎）が収集。吉田東伍が校注し1909年に出版。これにより秘本だった『風姿花伝』は一般に知られた。しかし安田所蔵の原本は関東大震災で焼失。
観世宗節署名本
元次相伝本。観世文庫蔵 応永9年（1402年）の奥書あり。「音曲口伝」を合写。1914年藤代禎輔が雑誌『芸文』に公開。普通「宗節本」と言えばこれ。
金春本
金春禅竹相伝本。宝山寺蔵 1943年に川瀬一馬が『世阿弥自筆伝書集』としてわんや書店から刊行。第五篇まででは現在一番の善本とされる。

### 花伝第六 花修
世阿弥自筆本1冊が現存。観世文庫蔵 奥書に年記がなく成立年代不明。1931年に観世家の能楽資料頒布会が、写真製版で公開。

### 花伝第七 別紙口伝

#### 第一次相伝本 弟四郎相伝古本
世阿弥自筆本。観世文庫蔵 焼損のため3割程度判読不能。成立年代不明だが応永10年頃か。戦後に発見。1976年雑誌『太陽』に一部写真公開。

#### 第二次相伝本 元次相伝本
応永25年（1419年）作。部分写本を含めて、写本が3種ある。
- 吉田本 風姿花伝第一～第五と共に、1909年に出版されたもの。原本は関東大震災で焼失。
- 観世宗節筆本 天正6年（1578年）に宗節が筆写。観世文庫蔵 1914年藤代禎輔が雑誌『芸文』に公開。
- 金春禅竹写本残簡 嘉吉元年（1441年）筆写。法政大学能楽研究所蔵 なぜか「別紙口伝」写本の残簡が、『二曲三体人形図』の最初と最後に綴じられている。表章が解説[5]。

現在『風姿花伝』を出版する場合、第一～五の五篇は金春本を、第六は観世自筆本を、第七は吉田本を底本にすることが多い。

## 内容

### 総序
申楽の略史、役者の心がまえ
```
稽古は強かれ、情識はなかれとなり。

稽古はたくさんして、すなおでありなさい。
```

### 風姿花伝第一 年来稽古条々
役者の一生に七時期がある。年齢に応じた稽古をせよ。
```
生涯にかけて能を捨てぬより外は、稽古あるべからず。ここにて捨つれば、そのまま能は止まるべし。

生涯、あきらめないという以外に、稽古はない。あきらめれば、そのまま能は止まる。
```

### 風姿花伝第二 物まね条々
物まねの稽古
```
物まねの品々、筆に尽くしがたし。さりながら、この道の肝要なれば、その品々を、いかにもいかにもたしなむべし。

物まねの種類は、書き尽くせない。しかしこの道の根本なので、どこまでも研究せよ。
```

### 風姿花伝第三 問答条々
九つの問答
```
一切の事に序・破・急あれば、申楽もこれ同じ。能の風情をもて定むべし。

すべての事に序・破・急があり、申楽も同じだ。曲の内容によって決めなさい。
```

### 風姿花伝第四 神儀に云う
申楽の歴史
```
申楽、神代の始まりといふは、天照大神、天の岩戸にこもりたまひし時、天下常闇になりしに、八百万の神達、天香具山に集まり、大神の御心をとらんとて、神楽を奏し、細男を始めたまふ。
```

### 奥儀に云う
言葉を超えて伝える
```
この芸、その風を継ぐといへども、自力より出づる振舞あれば、語にも及びがたし。その風を得て、心より心に伝ふる花なれば、風姿花伝と名づく。

この芸には、伝統もあるが、自分で工夫する余地もあり、言葉に尽くせない。伝統を背景に、心から心に伝える花なので、風姿花伝と名づける。
```

### 花伝第六 花修に云う
作品論と演技論
```
よき能と申すは、本説正しく、めづらしき風体にて、詰めどころありて、かかり幽玄ならんを、第一とすべし。

よい能というのは、題材が由緒正しく、新鮮な工夫をし、山場があって、幽玄であるのが、第一である。
```

### 花伝第七 別紙口伝
花とは。最奥の秘伝
```
その時々にありし花のままにて、種なければ、手折れる枝の花のごとし。種あらば、年々時々のころに、などか逢はざらん。ただ返す返す、初心忘るべからず。

花を咲かせても、種がなければ、手折った枝の花のように、二度と咲かない。種があれば、年々に役立つ。何度でも言うが、初心を忘れるべからず。
```

```
秘すれば花なり、秘せずば花なるべからず、となり。この分け目を知ること、肝要の花なり。

秘密だから花であり、秘密でなければ花ではない。この違いを知る事が秘訣だ。
```

## 主な校注・訳解説
- 野上豊一郎・西尾実校訂 『風姿花伝』 岩波文庫+ワイド版
- 川瀬一馬校注・現代語訳『花伝書 風姿花伝』 講談社文庫、1972年
- 田中裕校注 『世阿弥芸術論集』 新潮社「新潮日本古典集成」、新装版2018年
- 小西甚一編訳 『世阿弥能楽論集』 たちばな出版、2004年、同・文庫判「風姿花伝・花鏡」、2012年
- 表章ほか校訂・訳 『風姿花伝 謡曲名作選』<日本の古典をよむ17>小学館、2009年
- 竹本幹夫編訳 『風姿花伝・三道 現代語訳付き』 角川文庫ソフィア、2009年
- 市村宏全訳注 『風姿花伝』 講談社学術文庫、2011年
- 佐藤正英訳注 『風姿花伝』 ちくま学芸文庫、2019年